# Obelia dichotoma
Obelia dichotoma är en nässeldjursart som först beskrevs av Carl von Linné 1758.  Obelia dichotoma ingår i släktet Obelia och familjen Campanulariidae. Det är osäkert om arten förekommer i Sverige. Inga underarter finns listade i Catalogue of Life.